# (34656) 2000 WL152
2000 WL152 (asteroide 34656) é um asteroide da cintura principal. Possui uma excentricidade de 0.16250230 e uma inclinação de 12.36239º.
Este asteroide foi descoberto no dia 28 de novembro de 2000 por LINEAR em Socorro.